# Laraesima fuliginea
Laraesima fuliginea es una especie de escarabajo longicornio perteneciente a la tribu Compsosomatini, de la subfamilia Lamiinae, orden Coleoptera.
Mide 6-8,5 mm de longitud. En el museo de Historia Natural se encuentra un ejemplar de la especie, también en la William H. Tyson Collection, en California.

## Taxonomía
Se atribuye su descripción al naturalista británico Henry Walter Bates, quien la citó por primera vez en 1885. La especie aparece registrada en la sección Supplement to Longicornia de Biologia Centrali–Americana, Insecta, Coleoptera, 5: 249–436, p. XVII–XXIV, publicada por Bates Henry Walter en 1885.

## Distribución
Se distribuye por América Central y del Norte, específicamente en Guatemala y México respectivamente.